# In the city
In the city is het debuutalbum van de Friese rockband Egdon Heath. 

## Inleiding
De band begonnen in 1981 is in 1987 zover dat zij de Spitsbergen Geluidsstudio te Zuidbroek ingaan voor de opnamen van hun eerste album. Ze worden daarin bijgestaan door muziekproducent Joost Dellebarre, die tevens geluidstechnicus is. Oorspronkelijk wilden ze Michel Hoogenboezem van Radio Fryslân, die eerder een radio-uitzending van Egdon Heath produceerde, maar die had geen tijd. Ze zijn slechts twee weken bezig en het album is klaar. Het werd in mei 1987 uitgegeven via een eigen beheerconstructie (Omnibus OB 30113). De band is dan nog nauwelijks van de grond gekomen; de presentatie vindt plaats in een café in stamplaats Leeuwarden.

## Musici
- Jaap Mulder – zang, toetsinstrumenten
- Wolf Rappard – zang, toetsinstrumenten
- Aldo Adema – gitaren
- Marcel Coppini – basgitaar, zang
- Valere Wittevringel – drumstel, percussie

## Muziek
| Nr. | Titel                                                   | Duur |
| --- | ------------------------------------------------------- | ---- |
| 1.  | Pyromania (M; Mulder, T: Mulder)                        | 5:37 |
| 2.  | Echoes of Celandine (M. Mulder, T: Rappard)             | 7:11 |
| 3.  | Secret fence (M. Wittevrongel, T: Wittevrongel, Mulder) | 4:09 |
| 4.  | Coming out of the mist (M; Mulder, Rappard, T: Rappard) | 6:43 |
| 5.  | When all is said (M. Mulder)                            | 7:21 |
| 6.  | Run for life (M. Rappard, T: Rappard)                   | 5:56 |
| 7.  | Losing a friend (M: Rappard, T: Rappard)                | 4:25 |
| 8.  | In the city (M. Mulder, T: Mulder)                      | 5:38 |

## Nasleep
Uit een budget van 20.000 gulden konden 750 langspeelplaten uitgegeven worden. Het geld kwam deels terug uit merchandising tijdens de optredens in Paradiso en Noorderligt. Geld stroomde weer weg in de vorm van nieuwe apparatuur, want in de studio gebruikt Egdon Heath toch voornamelijk de daar aanwezige apparatuur en muziekinstrumenten.
In 1987 werd al geconstateerd dat het album vergeleken kon worden met de albums uit de begintijd van Genesis en Camel, alhoewel de muziek steviger uitpakt. Die hardere klank kreeg pas later de duiding neoprog. De geluidskwaliteit werd omschreven als matig in een periode dat de stroming progressieve rock het toch al moeilijk heeft. Toch wist de band enige bekendheid te genereren, want in juni 1987 stonden ze in Paradiso in Amsterdam en Noorderligt in Tilburg. Ze traden op in het voorprogramma van IQ, een band die al wat meer bekendheid had gekregen binnen het genre neoprog.
De band en album worden op de voet gevolgd door Sym-Info, dat ook optreedt als muziekuitgeverij van de band. Dat blad stelde de band in staat een tweede album op te nemen The killing silence; het label zou daarna een heruitgave van In the city faciliteren. Mastering vindt dan plaats door Steve Rispin, later achter de knoppen van bijvoorbeeld Uriah Heep en Asia.